# 趙光祿
趙光祿，浙江湖州人，清朝政治人物、進士出身。
嘉慶十三年（1808年）戊辰科進士，改庶吉士，官至戶部郎中。